# كورينا حرفوش
كورينا حرفوش (بالألمانية: Corinna Harfouch) (و. 1954 – م) هي ممثلة، وممثلة مسرحية، وممثلة أفلام من ألمانيا، ألمانيا الشرقية .
وهي عضوة في Academy of Arts, Berlin .

## روابط خارجية
- كورينا حرفوش على موقع IMDb (الإنجليزية)
- كورينا حرفوش على موقع ميتاكريتيك (الإنجليزية)
- كورينا حرفوش على موقع روتن توميتوز (الإنجليزية)
- كورينا حرفوش على موقع مونزينجر (الألمانية)
- كورينا حرفوش على موقع قاعدة بيانات الأفلام العربية
- كورينا حرفوش على موقع ألو سيني (الفرنسية)
- كورينا حرفوش على موقع ميوزك برينز (الإنجليزية)
- كورينا حرفوش على موقع أول موفي (الإنجليزية)
- كورينا حرفوش على موقع قاعدة بيانات الأفلام السويدية (السويدية)
- كورينا حرفوش على موقع ديسكوغز (الإنجليزية)